# Щёткин, Иван Петрович
Иван Петрович Щёткин (18 марта 1916, село Удмуртские Вари, современный Вавожский район — 29 ноября 1988, село Большая Гурезь-Пудга, Вавожский район) — удмуртский педагог, организатор народного образования. Заслуженный учитель школы Удмуртской АССР (1958). Участник Великой Отечественной войны.

## Биография
До начала войны жил в деревне Гурезь-Пудга. Призван 25.07.1941, воинское звание: старший сержант. Служил в воинской части 989 обс.
Окончил исторический факультет Удмуртского государственного университета в 1949 году. С 1945 года работал в селе Большая Гурезь-Пудга сначала учителем истории, позже стал директором школы.
Большую работу проводил с увековечиванием памяти Кузебая Герда, положил начало созданию музея писателя, перевез дом родителей из села Покчивуко в деревне Гурезь-Пудга, где в 1998 году в честь 100-летия Герда был открыт музей Кузебая Герда. 
Награждён тремя орденами Отечественной войны II степени, медалями, в том числе «За отвагу», «За освобождение Варшавы», «За взятие Берлина».